# Golden Spike Nemzeti Történelmi Emlékhely
A Golden Spike Nemzeti Történelmi Emlékhely (angol nyelven: Golden Spike National Historical Park az Amerikai Egyesült Államok Nemzeti Történelmi Parkja, amely a Promontory-csúcson található, a Nagy-sóstótól északra, Utah állam  Box Elder megyéjében. A legközelebbi város Corinne, körülbelül 37 km-re kelet-délkeletre.
Az első transzkontinentális vasútvonal befejezésének állít emléket, ahol a Central Pacific Railroad és az Union Pacific Railroad 1869. május 10-én először találkozott. A kontinenst átszelő sínek összeérését az aranyszeg ünnepélyes beütése jelezte.

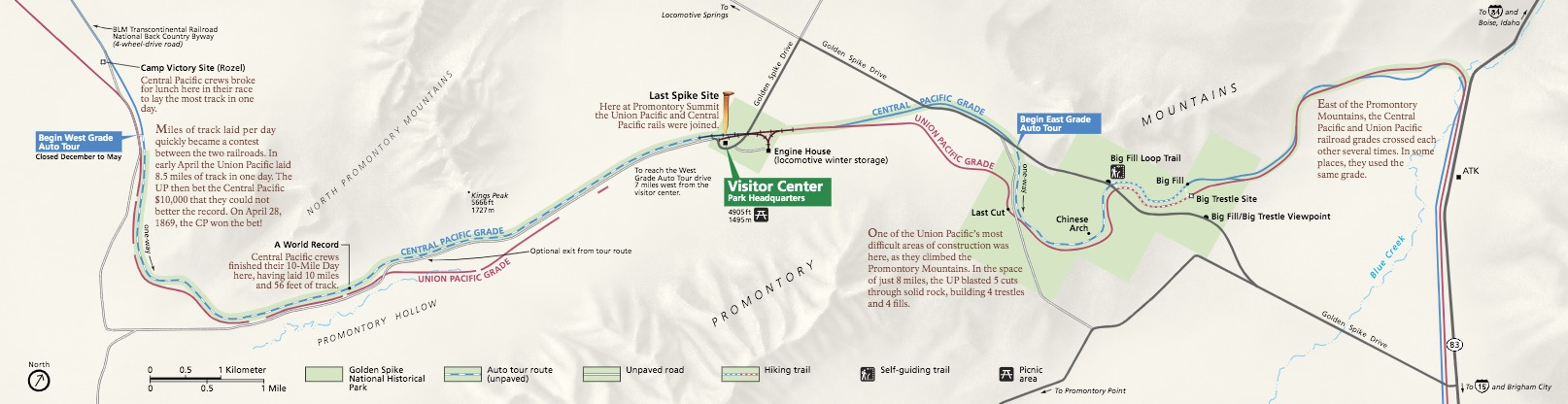
Az emlékhely térképe

## Háttér
A Golden Spike Nemzeti Történelmi Emlékhely területe 1107 hektár. Az 1957-es létrehozásakor eredetileg mindössze 2,8 hektár területű, a két vasúti rendszer találkozásához közeli területre korlátozódó területet 1965-ben 881 hektárral bővítették a területet földcserék és a korábbi vasúti pálya 15+1⁄2 mérföld (24,9 km) mentén húzódó, többnyire 400 láb (120 m) széles földsáv megvásárlása révén. Jelenlegi méretét 1980-ban érte el. A park a Csúcs-helyszínen kívül, ahol a síneket összekötötték, magában foglalja a nyugati lejtő (az elágazástól nyugatra) és a keleti lejtő (az elágazástól keletre) néven ismert két vonalas területet, amelyek munkástáborokat, részben befejezett pályaszakaszokat, befejezetlen vágásokat, speciális műhelyeket és két történelmi nevezetességet tartalmaznak: ahol a Central Pacific befejezte a „Tíz mérföldnyi pálya, egy nap alatt lefektetve” pályarekordját (nyugati lejtő) és ahol a Big Fill és a Big Trestle elkészült (keleti lejtő).
Bár a vonalat 1904-ben felhagyták (a Lucin Cutoff megépülte miatt), és az eredeti síneket 1942-ben eltávolították a háborús erőfeszítések miatt, a helyszínen jelenleg 2 mérföld (3,2 km) újjáépített pálya található a csúcstól (ahol a sínrendszereket összekötötték) egy vonattároló épületig. Az újjáépített pályát úgy tervezték, hogy az 1869-es sínpálya hiteles megjelenítése legyen.
2002-ben 49 950 látogatót fogadott. A 2004-es évtől kezdve az éves látogatottság 48 000 és 64 000 között mozog.

## Fordítás
- Ez a szócikk részben vagy egészben  a   Golden Spike National Historical Park című angol Wikipédia-szócikk ezen változatának fordításán alapul.  Az eredeti cikk szerkesztőit annak laptörténete sorolja fel. Ez a jelzés csupán a megfogalmazás eredetét és a szerzői jogokat jelzi, nem szolgál a cikkben szereplő információk forrásmegjelöléseként.